# Voloma
Voloma (en carélien : Voloma, en finnois : Voloma, en russe : Во́лома, Voloma) est une municipalité du raïon de Mujejärvi en république de Carélie

## Géographie
Voloma est situé en bordure du lac Hovdajärvi, à 32 kilomètres au sud de Mujejärvi.
Pieninkä a une superficie de 1 333 km2. 
Elle est bordée au sud par Pieninkä du raïon de Mujejärvi, à l'ouest par Lentiera et Repola, au nord par Mujejärvi et à l'Est par Paatene du raïon de Karhumäki.
Le territoire de la municipalité est principalement forestier.
La région fait partie des hautes terres de la Carélie occidentale, dont le paysage est caractérisé par de hauts eskers et des étendues d'eau formées durant la période glaciaire. 
Les cours d'eau qui traversent la municipalité sont les rivières Voloma, Songa ou Tumpajoki (russe : Teningba), Pieninkä (Peninga), Sitrajoki (Sidra), Tsiasjoki (Chias), Sun, Arjanuks, Varguno, Salma, Hauge et Korvindjoki. 
Les plus grands lacs sont les lacs Volomajärvi, Nižneje, Pieninkäjärvi (Peninga), Tšiasjärvi, Palojärvi, Nurmisjärvi, Talvisjärvi, Kupinasjärvi, Piralampi, Verhneje, Jelejärvi, Hagojärvi, Muštajärvi, Aita et Kivijärvi.

## Démographie
Recensements (*) ou estimations de la population
| 2009  | 2010  | 2013 | - |
| ----- | ----- | ---- | - |
| 1 170 | 1 018 | 961  | - |